# Legge 21 maggio 2004, n. 128
La legge 21 maggio 2004, n. 128 (detta anche legge italiana sul peer-to-peer o  decreto Urbani dal nome di Giuliano Urbani, Ministro per i Beni e le Attività Culturali durante il governo Berlusconi II), è il nome convenzionale attribuito al decreto legge del 22 marzo 2004 n. 42, convertito in legge 21 maggio 2004 n. 128 della Repubblica Italiana.
La materia principale disciplinata è il finanziamento pubblico per certe attività cinematografiche e sportive, ma al suo interno è stato trattato anche un argomento del tutto eterogeneo, ovvero la distribuzione di opere coperte dal diritto d'autore, anche attraverso il cosiddetto peer-to-peer.

## Storia
Prima del 22 marzo 2004, data di emanazione della norma, non erano previste sanzioni per la condivisione di opere tutelate dal diritto d'autore qualora non vi fosse scopo di lucro.
Alcuni tra i primi commentatori della nuova normativa hanno sostenuto che la sostituzione della locuzione "a fini di lucro" con "per trarne profitto", operata da questa legge, avrebbe introdotto nella legge sul diritto d'autore italiano la possibilità di incorrere in sanzioni penali anche per chi, a causa di precedenti interpretazioni della Corte di cassazione su questa locuzione, facesse esclusivamente un uso personale di opere protette dal diritto d'autore ottenute attraverso questa pratica. Pertanto lo scambio di opere protette, così come avviene nella maggior parte dei sistemi di file-sharing basati su tecnologia P2P (Peer-to-Peer) in cui i file scaricati sono automaticamente condivisi con gli altri utenti anche durante la fase di scaricamento, sarebbe ricaduto nelle sanzioni penali.
Questa prima teoria interpretativa non teneva tuttavia conto del requisito di uso non personale ai fini dell'irrogazione della sanzione penale, come previsto dall'art. 171-ter., in materia di download. In effetti, non risultano ad oggi condanne di utenti finali emesse in base alla legge di conversione così come approvata il 18 maggio 2004.
Sul provvedimento di legge i diversi partiti politici si sono pronunciati nella seguente maniera:
| A favore                                                                              | Astenuti                                                                            | Contro |
| ------------------------------------------------------------------------------------- | ----------------------------------------------------------------------------------- | --- |
| - Forza Italia - Alleanza Nazionale - Lega Nord - UDC - Partito Repubblicano Italiano | - Democratici di Sinistra - La Margherita - Socialisti Democratici Italiani - UDEUR | - Federazione dei Verdi - Italia dei Valori - Partito dei Comunisti Italiani - Radicali Italiani - Rifondazione Comunista |

La posizione più intransigente nel chiedere la modifica dell'inciso "per trarne profitto" e il ripristino dell'espressione "per scopo di lucro" venne presa in fase di discussione in Senato essenzialmente da un ridotto numero di parlamentari, guidati dal senatore dei Verdi Fiorello Cortiana, il quale ritirò i quasi 750 emendamenti preparati con la collaborazione di associazioni e gruppi della società civile. Lo stesso Ministro chiese "al Senato il sacrificio di legiferare come tutti sappiamo che non si debba fare".
Gli stessi parlamentari che avevano difeso gli emendamenti li riproposero in forma di petizione. Il 31 marzo 2005 fu approvata la legge n. 43 che ripristinava lo scopo di lucro in luogo del trarne profitto ed inserì due commi (a-bis e uno dopo il comma f), nell'articolo 171 della legge sul diritto d'autore, che, pur lasciando queste violazioni nel campo penale, eliminano la "detenzione".
Attualmente rimane ancora in vigore la lettera a) comma 2 dell'articolo 171-ter che prevede il carcere da uno a quattro anni e multa da 2.500 a 15.000 euro per chi "riproduce, duplica, trasmette o diffonde abusivamente, vende o pone altrimenti in commercio, cede a qualsiasi titolo o importa abusivamente oltre cinquanta copie o esemplari di opere tutelate dal diritto d'autore e da diritti connessi".
Inoltre, l'articolo 174-bis legge n. 633/1941 prevede, oltre alla sanzione penale, anche una sanzione amministrativa pecuniaria pari al doppio del prezzo di mercato dell'opera o del supporto oggetto della violazione, in misura comunque non inferiore a euro 103,00. Se il prezzo non è facilmente determinabile, la violazione è punita con la sanzione amministrativa da euro 103,00 a euro 1032,00. La sanzione amministrativa si applica nella misura stabilita per ogni violazione e per ogni esemplare abusivamente duplicato o riprodotto.

## Problemi di privacy e di violazione di domicilio
L'accertamento delle violazioni avviene tramite tecniche di sniffing nei programmi di condivisione e con la frequente richiesta agli operatori telefonici di fornire gli indirizzi IP e i dati del traffico dei propri utenti. L'utilizzo di questi metodi di indagine pone rilevanti problemi giuridici, per il mancato rispetto dei diritti costituzionali alla segretezza delle comunicazioni elettroniche, alla privacy, all'inviolabilità del domicilio. La pena è più grave del reato che si intende punire; per garantire il solo diritto alla proprietà intellettuale, si violano una molteplicità di altri diritti, che sono di rango superiore.
La Costituzione degli Stati Uniti d'America ad esempio limita la tutela della proprietà intellettuale alle esigenze del progresso della società; l'inviolabilità del domicilio invece non è mai soggetta a delle limitazioni per conciliarsi con altre categorie di diritti.
Lo sniffing pone problemi di privacy in quanto le forze di polizia accedono senza mandato di perquisizione e a insaputa dell'utente ad un computer che è sua proprietà privata nonché ad una rete che è proprietà di chi diffonde il software di accesso. In generale, l'accesso ad un'abitazione o altra proprietà privata per una perquisizione richiede un mandato della magistratura e che esso sia mostrato al proprietario del bene perquisito.
L'indirizzo IP fornito dall'Internet Service Provider non identifica una persona, ma un computer o un dispositivo collegato ad internet che può essere utilizzato da un qualsiasi dei componenti della famiglia. Questo non è sufficiente per una condanna in sede penale, dove è richiesta non la ragionevolezza, ma la certezza dei riscontri probatori. Inoltre non necessariamente la persona che ha commesso il fatto è un componente del nucleo familiare, al quale è intestata l'utenza. La non-identificazione di chi commette materialmente il fatto esclude un nesso di causalità fra la connessione alla rete P2P e la violazione del diritto d'autore. Per l'ambito penale serve un accertamento univoco ed inequivocabile, sia della persona che della responsabilità. Il titolare della utenza telefonica può essere ritenuto responsabile della sua sicurezza e del suo utilizzo, e rispondere dell'illecito amministrativo, non dei danni derivanti a terzi se non è provato che questi ha materialmente commesso il fatto.
Giorgio Lunardi è abbastanza certo che, "in sostanza, nessuno può essere punito penalmente se si scarica musica o film da internet ad uso personale, posto che nel nostro ordinamento giuridico l'interpretazione della legge penale è rigida. Amministrativamente la cosa non dovrebbe comportare sanzioni".
La perquisizione dei domicilii e l'accesso ai tabulati telefonici (dei provider per conoscere i siti visitati) sono provvedimenti riservati ad illeciti penali. In Paesi come gli Stati Uniti, dove la violazione del copyright è punita con sanzioni pecuniarie, è comunque diffusa tale prassi nelle indagini per violazioni del diritto d'autore.
Il codice penale italiano al Libro II ("Dei delitti in particolare") dedica un'apposita sezione a tale tema: "Dei delitti contro la inviolabilità del domicilio" (Capo III, sez. IV). Gli artt. 615 bis e ter specificano le pene per accesso abusivo ad un sistema informatico o telematico, o interferenze illecite nella vita privata. Gli strumenti che controllano il traffico web di un utente, "si mettono in ascolto" su una porta del computer non utilizzata da alcun programma, e funzionano come uno "strumento di ripresa sonora" che registra tutto il traffico in ingresso e uscita dal nodo internet. In questo caso è dato di sapere soltanto ciò che l'utente sta facendo con il browser Internet e con i programmi peer-to-peer, ma non con le altre applicazioni (se ad esempio sta ascoltando una canzone, vedendo un film, stampando un file). L'intrusione non consente un controllo o manipolazione del computer, ma comunque di "mantenervisi contro la volontà tacita di chi ha il diritto di escluderlo".
Entrando nelle reti di condivisione l'utente rende visibile una parte dei file del suo computer e inevitabilmente i file che sceglie di scaricare. Viene in questo modo a crearsi un conflitto con la normativa sulla privacy: la conservazione dei dati dei download, anche in forma aggregata e anonima, deve essere autorizzata nei confronti di chi immette file nelle reti P2P per "testarne" il gradimento del pubblico, oppure entra per perseguire in flagranza di reato chi viola i diritti di copyright.
A detta di alcuni giuristi l'"accesso è più grave del reato di violazione del copyright" che con esso si vuole reprimere. È stato osservato che è eccessivo uno sconfinamento nella giustizia penale e che l'entità della reclusione minima e massima non rispettano il proporzionalismo delle pene se comparate con le pene detentive di altri reati.
In questo senso, se può essere chiesto un risarcimento danni per la violazione del copyright, le persone oggetto di intercettazioni possono ottenere un risarcimento, probabilmente in misura maggiore, per la violazione dei loro diritti soggettivi.